# Laurentius Müller
Laurentius Müller OPraem (bürgerlich Anton Müller; * 13. Juni 1829 in Innsbruck; † 16. November 1906 ebenda) war ein österreichischer Prämonstratenser und Abt des Stiftes Wilten.

## Leben
Der Sohn eines Gutsbesitzers trat 1848 in das Prämonstratenserstift Wilten ein und studierte Theologie am Priesterseminar in Brixen und an der Hauslehranstalt in Wilten. 1851 legte er die Profess ab und wurde 1852 zum Priester geweiht. Danach war er an verschiedenen Orten Tirols in der Seelsorge tätig: 16 Jahre Kooperator in Gries im Sellrain, Tulfes, Patsch und Ampaß und von 1868 bis 1888 zwanzig Jahre Pfarrer in Völs, Wilten, Ampaß und Patsch.
Nach dem Tod seines Vorgängers Franz Sales Blaas 1888 zum 50. Abt des Stiftes gewählt, erwarb er sich Verdienste u. a. durch die Restaurierung von elf dem Stift inkorporierten Kirchen (Aldrans, Tulfes, Judenstein, Sistrans, Amras, Igls, Vill, Ellbögen, auf dem Blasiusberg in Völs, St. Sigmund im Sellrain, Pfarrkirche Wilten und Heiligwasser, wo er ein Sommerhaus erbauen und die Gastwirtschaftsräume vergrößern ließ). Er begann u. a. den Bau der neuen Pradler Pfarrkirche und schuf im Stift neue Ökonomieeinrichtungen, erweiterte den Betrieb der Kunstmühle und ließ ein eigenes Elektrizitätswerk für das Stift bauen. Außerdem führte er die theologische Hauslehranstalt und das Institut der Laienbrüder wieder ein. Von 1888 bis 1894 vertrat er die Prälatenkurie im Tiroler Landtag und war Mitglied verschiedener Ausschüsse.
Er starb am 16. November 1906 nach mehreren Schlaganfällen.